# James Calvert
James Snowden Calvert (* 13. Juli 1825 in Otley, Yorkshire, England; † 22. Juli 1884 in Sydney, New South Wales, Australien) war ein Botaniker und Entdeckungsreisender.
James Calvert war der Sohn von William Calvert, einem Lederfabrikanten, und seiner Frau Ann, geborene Coates. Zur Schule ging er in Liverpool, Manchester und Birmingham. 1841 wanderte er mit seinem Bruder William aus und kam am 14. Februar 1842 in Sydney an. Auf diesem Schiff traf er Ludwig Leichhardt und wurde mit ihm bekannt.
Zwei Jahre später nahm er an der ersten Australienexpedition von Leichhardt von Jimbour nach Port Essington teil, die nach 14 Monaten Ende Dezember 1845 am Zielort ankam. Zwischen der Expeditionsmannschaft und Leichhardt gab es unterschiedliche Auffassungen. Leichhardt schrieb in einem Brief: „The only one who behaved perfectly, with few exceptions, was a young man, Mr. Calvert, who came in the same boat with me from England“. („Der Einzige, der sich gesittet benahm, mit wenigen Ausnahmen, war ein junger Mann, Mr. Calvert, der im gleichen Schiff mit mir von England kam“).
Calvert beteiligte sich später an keiner weiteren Expedition und wurde Verwalter der Cavan Station bei Yass. Sein Interesse an botanischer Forschung war gering. Er knüpfte Verbindungen zu führenden Botanikern und war vor allem daran interessiert, auf den botanischen Ausstellungen in London und Paris Medaillen zu gewinnen.
Am 11. März 1869 heiratete er Caroline Louisa Waring Atkinson, eine Naturforscherin und Schriftstellerin. Er hatte eine Tochter. Nach dem Tod seiner Frau im April 1872 lebte Calvert allein und starb 1884 in Sydney.
In Queensland ist Calvert durch mehrere Namensgebungen geehrt worden. Leichhardt benannte den Calvert River nach ihm.